# 际坑口站
际坑口站是位于安徽省绩溪县扬溪镇扬溪村际坑口的一个铁路车站，邮政编码245331。车站建于1981年，有皖赣铁路经过该站，现办理8467/8470次通勤列车客运业务，不办理货运业务。车站隶属上海铁路局芜湖车务段管辖，是四等站。

## 车站结构
际坑口站站场设有3条股道，包括1条正线、2条到发线。此外还设有货物线及避难线各1股，车站及其上下行区间均未电气化。车站距离芜湖站185公里、贵溪站365公里。

## 图片
- 车站站场
- 车站站房
- 车站站牌